# مقاطعة هيوستون (جورجيا)
مقاطعة هيوستون (بالإنجليزية: Houston County)‏ هي إحدى المقاطعات في ولاية جورجيا في الولايات المتحدة الأمريكية.

## أعلام
- جيمس هاريسون أوليفر